# Список улиц Торжка

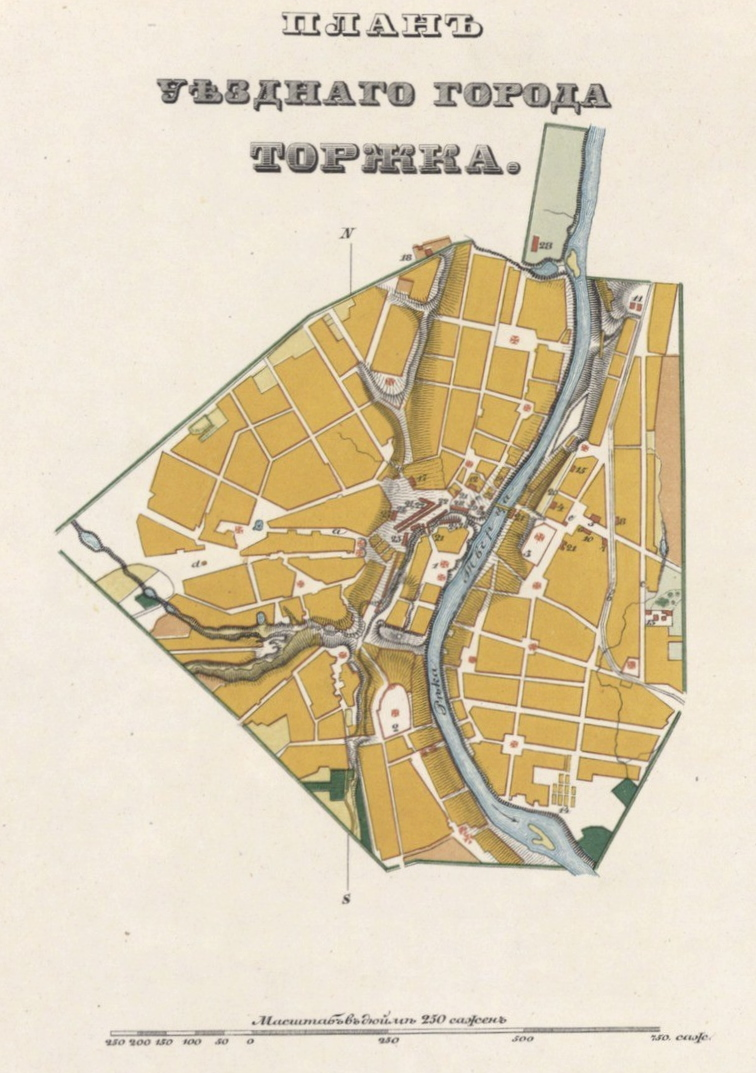
План уездного города Торжка, 1855 год

Список улиц и прочих адресных объектов города Торжка Тверской области с краткими описаниями, упорядоченный по алфавиту имён собственных.
В Торжке имеется более 160 улиц, переулков, площадей и иных адресных объектов. До Октябрьской революции в городе было 68 улиц, из них сохранили названия лишь 11.

## А
- 1-я Авиационная улица (с 24 января 1994 года), названа по городку для семей офицеров авиационных частей, выведенных из бывшей ГДР[3].
- 2-я Авиационная улица (с 4 января 1997 года), аналогично предыдущей.
- площадь Ананьина (с 31 октября 1947 года, ранее части носили названия Сенная площадь и Дровяная площадь), названа в честь революционера П. И. Ананьина (1896—1919). Образец застройки XVIII—XIX вв.[4]

## Б
- улица Бадюлина (с 1930-х гг.), названа в честь Ф. В. Бадюлина (1885—1921), члена ВКП(б), убитого во время продразвёрстки. Проходит по линии старого городского вала — границы города XVIII—XIX вв., застроена до Великой Отечественной войны[5].
- улица Бакунина (с марта 1919 года, ранее Пятницкая улица), названа в честь М. А. Бакунина, первое название по Пятницкой церкви. Образец застройки XVIII—XIX вв.[5]
- 1-й переулок Бакунина (ранее Пятницкий переулок)[5]
- 2-й переулок Бакунина (ранее Мазлихин переулок)[5]
- 3-й переулок Бакунина (ранее улица Почайня или Почайная)[5]
- улица Белинского (с марта 1919 года, ранее Козьмодемьянская улица, а также Сретенская улица), названа в честь В. Г. Белинского, старые названия в честь Козьмодемьянской и Сретенской церквей соответственно. Начало улицы — застройка XVIII—XIX вв.[6]
- Больничная улица (ранее Подникидская или Никитинская, Аракчеевская) названа по городской больнице, старое название по упразднённому Никитскому монастырю[7].

## В
- Водопойная улица (с XIX века), названа по выходу к водопою на берегу реки Тверцы. На чётной стороне сохранилась застройка XVIII—XIX вв.[8]
- улица Возрождения (с 28 мая 1991 года)[8]
- Вокзальная улица (с XX века, ранее Бежецкая улица, Железнодорожный переулок), названа по направлению к вокзалу станции Торжок. Исходное название — по выходу улицы на дорогу в город Бежецк[9].
- улица Володарского (с марта 1919 года, ранее Успенская улица, часть — Осташковская улица), названа в честь революционера В. Володарского, прежнее название по Успенской церкви. Часть улицы называлась Осташковской, так как она находилась вдоль старого выезда в город Осташков[10].
- Вольная улица (с начала XX века, выделена из состава Троицкой улицы), идеологическое название[11].
- площадь Героя России Воробьёва (с 29 июня 1999 года), названа в честь генерал-майора Б. А. Воробьёва (1949—1998)[12].

## Г
- улица Глинки (с 10 декабря 1958 года), названа в честь композитора М. И. Глинки[13].
- улица Гоголя (с 28 августа 1957 года, ранее, с 1930-х гг., Овощная улица), названа в честь писателя Н. В. Гоголя, первоначальное название — по овощесовхозу[13].
- 1-й переулок Гоголя (с 28 августа 1957 года, ранее, с 17 марта 1954 года, 1-й Овощной переулок), назван аналогично предыдущей[13].
- 2-й переулок Гоголя (с 28 августа 1957 года, ранее, с 17 марта 1954 года, 2-й Овощной переулок), назван аналогично предыдущим[13].
- 3-й переулок Гоголя (с 28 августа 1957 года, ранее, с 17 марта 1954 года, 3-й Овощной переулок), назван аналогично предыдущим[13].
- Гончарная улица (с XIX века, 28 августа 1957 года в её состав вошла Поклонницкая или Пудышевская дорога), название дано по ремеслу жителей[14].
- Гражданская улица (с марта 1919 года, ранее Егорьевская или Георгиевская улица), идеологическое название, старое название по Георгиевской церкви[15].
- Грузинская улица (с марта 1919 года, ранее Воскресенская улица), названа по направлению в село Грузины, старое название по Воскресенской церкви[16].

## Д
- улица Дальняя Троица (с 14 января 1972 года, ранее одноимённая деревня), бывшая пригородная слобода, названная по Троицкой церкви упразднённого Троицкого мужского монастыря. Название «Дальняя» связано с тем, что в городе была другая Троицкая церковь, в современном Пионерском переулке[17].
- площадь Девятого Января (с марта 1919 года, ранее Красная, Торговая, Сенная), названа в память о дате Кровавого воскресенья. Образец застройки XVIII—XIX вв.[18]
- улица Демьяна Бедного (с середины XX века, ранее Никольская, Московская, Новоникольская, 2-я Новоторжская), названа в честь поэта Демьяна Бедного, первоначальное название — по сгоревшей в давние времена Никольской церкви[19].
- улица Детский санаторий Митино
- переулок Дзержинского
- улица Дзержинского (с 1920-х гг., ранее части улицы назывались Ямская, или Большая Ямская, и Петербургская, она же Санкт-Петербургская, Шоссейная), названа в честь Ф. Э. Дзержинского. Располагалась вдоль старинной дороги, соединявшей Москву и Санкт-Петербург, на ней также находилась слобода ямщиков, что и обусловило старые названия[20].

## Ж
- Железнодорожная улица (с 6 сентября 1950 года), вблизи Вокзальной улицы[21].
- Железнодорожный переулок (с 19 января 1949 года), название связано с тем, что выходит к железнодорожным путям[21].

## З
- улица Завидова (с 3 марта 1967 года, ранее Парковая улица), названа в честь Героя Советского Союза Александра Завидова. Первоначальное название — по парку, запланированному у нового завода по ремонту сельхозмашин, позднее — завода противопожарной техники. Улица застраивалась с 1950-х гг. домами для рабочих завода[22].
- Заводская улица (с 1935 года), названа по ремонтно-тракторному заводу[22].
- Завокзальная улица (с 29 августа 1962 года), названа по расположению с другой стороны от вокзала относительно центра города[22].
- Загородная улица (ранее Щеголихинская, Новокозмодамиянская, Козельская, в состав вошёл также Богоявленский переулок)[22].
- Загородный переулок, назван по расположению у Загородной улицы[22].
- Зелёная улица (до 1880 года, в то время включала часть современного Республиканского переулка)[22].
- Зелёный переулок (с 21 апреля 1948 года), назван по расположению у Зелёной улицы[23].
- 1-й Зелёный проезд (с 25 марта 1993 года), назван по расположению у Зелёной улицы[23].
- 2-й Зелёный проезд (с 25 марта 1993 года), назван по расположению у Зелёной улицы[23].
- 3-й Зелёный проезд
- улица Зелёный Городок (с 1930-х гг.), представляла собой жилой городок для сотрудников Всесоюзного научно-исследовательского института льна[24].

## И
- Ильинская площадь (с XIX века), названа по Ильинской церкви, расположенной на площади[25].

## К
- улица Калинина (с 31 июля 1957 года, ранее с 18 июля 1951 года — улица Кагановича), названа в честь М. И. Калинина, застроена в 1950-е гг.[26]
- Калининское шоссе (с 1935 года, ранее Тверское шоссе), названо по направлению к Калинину (Твери)[26].
- улица Карла Маркса (с 1920-х гг., ранее Воздвиженская улица), названа в честь Карла Маркса, старое название по Воздвиженской церкви[27].
- улица Кирова (с 1935 года, ранее части улицы назывались Мироносицкой, Ивановской (с марта 1919 года — Музейной), Троицкой улицами), названа в честь С. М. Кирова, старые названия частей улицы по церквям. Музейная улица была названа по открытому в 1918 году в доме купца Смолина художественному музею. Улица сохранила застройку конца XVIII — начала XIX века[28].
- 2-й переулок Кирова (с XX века, ранее Климентовский переулок), примыкает к улице Кирова, старое название по Климентовской церкви[29].
- 3-й переулок Кирова (с XX века, ранее Полунин переулок), примыкает к улице Кирова, старое название по фамилии домовладельца[29].
- 4-й переулок Кирова (с XX века, ранее Покровский переулок, Некрасовский переулок), примыкает к улице Кирова, старое название по Покровской церкви[29].
- Кленовая улица
- улица Кожевников (с 19 октября 1960 года, ранее Загряжская дорога, часть Конной улицы), названа в память о 175-летии кожевенного завода[30].
- Конная улица (часть улицы — ранее Богоявленская улица), названа по рынку, где торговали конями и скотом[31].
- улица Красная Гора (с марта 1919 года, ранее части улицы назывались Задняя улица, Ильинская Гора, Ильинский съезд, а также Бульварная улица, Бульвар, проезд Красной Горы), идеологическое название. Старое название Ильинская Гора дано по Ильинской церкви, от которой вёл спуск к реке. Бульварная улица была оборудована как место для прогулок, бульвар[32].
- улица Красная Горка, бывший одноимённый хутор на окраине города[33].
- Красноармейская улица (с марта 1919 года, ранее Солдатская улица), старое название — по расположенным на ней казармам[34].
- улица Красный Городок (с 29 декабря 1929 года), идеологическое название для территории бывшего Воскресенского монастыря[35].
- Кузнечная улица (с XIX века, ранее также Кузнечная линия), названа по располагавшимся вдоль ручья Здоровец кузницам[36].
- улица Куйбышева (с 18 июля 1951 года), названа в честь партийного деятеля В. В. Куйбышева[37].
- улица Кутузова (с 10 февраля 1960 года), названа в честь М. И. Кутузова[37].

## Л
- Ленинградское шоссе (часть застройки с 22 июля 1930 года по 28 августа 1957 года называлась Агрогородок, также в 1950-х гг. включило сельцо Сидоровское), названо по направлению к Ленинграду, Агрогородок был связан с деятельностью Всесоюзного научно-исследовательского института льна, предполагая организацию опытного образцового совхоза[38].
- улица Лермонтова (с 6 февраля 1957 года), названа в честь М. Ю. Лермонтова, расположена на месте бывшего земского сада[39].
- Лесная улица
- Лесной проезд (с 15 июня 1993 года)[39]
- улица Ломоносова (с 27 февраля 1957 года, ранее Бурков переулок, Вяхирев переулок), названа в честь М. В. Ломоносова, старое название дано по фамилии домовладельца Буркова[39].
- Луговая улица (с 11 августа 1955 года)[39]
- улица Луначарского (с марта 1919 года, ранее Климентовская улица, в 1957 году присоединена Раменская дорога, в 1960-х гг. хутор Жуки), названа в честь наркома А. В. Луначарского, старое название по Климентовской церкви. Раменская дорога вела в село Раменье. Хутор Жуки был назван по фамилии владельцев Жуковых. В начальной части улицы — застройка конца XVIII — начала XIX вв.[40]

## М
- улица Максима Горького (с 1930-х гг., ранее Новоникольская, Никольская, Новоторжская, 1-я Новоторжская), названа в честь Максима Горького, старые названия по Никольской церкви[41]
- улица Маяковского (с 16 июня 1954 года, ранее деревня Жабкино), названа в честь В. В. Маяковского[42]
- улица Медниковых (с 12 декабря 1967 года, ранее Преображенская улица, Соборная улица, Соборная площадь — часть улицы, Новгородская улица), названа в честь семьи активистов первых лет советской власти Медниковых. Старые названия — по Преображенскому собору. Название Новгородская — по Великому Новгороду, в память о том, что Торжок относился к Новгородской земле. Улица проходит по территории бывшего Новоторжского кремля[43].
- улица Металлистов
- 1-й переулок Металлистов
- 2-й переулок Металлистов
- 3-й переулок Металлистов (с 25 октября 1949 года)[44]
- улица Мира (с 28 августа 1957 года, ранее Васильевская улица, Шоссейная улица, Тверская улица, улица Вильямса), идеологическое название. Название Васильевская дано по церкви Василия Кесарийского. Шоссейной называлась по расположению вдоль шоссе Санкт-Петербург — Москва. Название Тверская — по выезду в направлении Твери. Следующее наименование в честь почвоведа В. Р. Вильямса[44].
- улица Мичурина (с 6 сентября 1950 года), названа в честь И. В. Мичурина[45].
- Мобилизационная набережная (с начала XX века, ранее части набережной носили названия Мироносицкая, Ивановская, Троицкая, а также Набережная Пристань или Складочная Пристань; с марта 1919 года — Учительская набережная), названа по расположению военкомата в бывшей усадьбе Овчинниковых на набережной. Старые названия по одноимённым церквям, а также по старой пристани в конце набережной. Название Учительская было дано в память о том, что в доме купца Чернышёва (№ 6) снимали квартиры народные учителя уезда. Сохранилась застройка XVIII—XIX вв.[46]
- Молодёжная улица (с 28 мая 1991 года)[47]

## Н
- улица Некрасова (с марта 1919 года, ранее Никитская Гора, Покровская улица, также использовалось название Некрасова Гора), названа в честь Н. А. Некрасова, старое название по Никитской церкви бывшего Никитского монастыря, второе название по построенной на её месте Покровской единоверческой церкви[48].
- проезд Некрасова (ранее Покровский переулок, переулок Некрасова), аналогично предыдущей[49].
- Новая улица (ранее ответвление Подольной улицы, также включила в себя Попов переулок)[49].
- Новгородская набережная (с 1930 года, ранее части набережной: Воскресенская, Вознесенская (позже Грузинская), Монастырская, Соборная), названа по Великому Новгороду в память о том, что Торжок относился к Новгородской земле. Старые названия — по Воскресенской, Вознесенской церквям, Борисоглебскому монастырю и Спасо-Преображенскому собору. Сохранилась застройка конца XVIII — начала XIX вв.[50]
- Новоторжская улица (с 28 мая 1991 года)[51]
- 1-й Новоторжский переулок (с 28 мая 1991 года)[51]
- 2-й Новоторжский переулок (с 28 мая 1991 года)[51]
- 3-й Новоторжский переулок (с 28 мая 1991 года)[51]

## О
- Огородная улица (ранее Комиссионерский переулок)[52]
- Октябрьская улица (с 1977 года), названа в 60-ю годовщину Октябрьской революции[52]
- Осташковская улица (с марта 1919 года, ранее Козельская, Богоявленская, Богословская), названа по старой дороге на город Осташков. Название Козельская дано по козловому заводу (козел — вид выделанной козьей шкуры), Богоявленская — по одноимённой церкви, Богословская — по церкви Иоанна Богослова, ранее Богословскому монастырю[53].
- улица Островского (с 19 мая 1954 года), названа в честь писателя Н. А. Островского[54]

## П
- улица Падерина (с 3 марта 1967 года, ранее, с 10 мая 1950 года, Рабочая улица), названа в честь Героя Советского Союза Я. Н. Падерина, старое название дано по домам для рабочих завода противопожарной техники[54].
- Первомайская улица
- Первомайский переулок
- 1-й Первомайский переулок
- 2-й Первомайский переулок
- 3-й Первомайский переулок
- улица Перовского (с 25 октября 1967 года, ранее Авиационная), названа в честь партийного деятеля К. Н. Перовского (1895—1928)[55].
- Пионерский переулок (с 25 апреля 1962 года, ранее Троицкий переулок, Вольный переулок, включил в состав Троицкую площадь и Косой переулок), назван, вероятно, по расположению поблизости дома пионеров, первоначальное название по церкви Ближняя Троица, название Вольный — идеологическое[56].
- Подольная улица (также использовались варианты Подольская, Подол, в состав вошла Никитская, или Подникитинская, или Никитинская Подгорная улица), историческое название дано по характеру местности (подол — равнина по берегу реки). Название присоединённой части связано с Никитской горой. Сохранилась застройка второй половины XIX века[57]
- 1-й Подольный проезд
- 2-й Подольный проезд
- Поклонницкая улица (с 28 октября 1991 года), названа по исторической местности Поклонница, которая наименована по Поклонной горе, месту паломничества[58]
- Поклонницкий проезд (с 10 апреля 1992 года), аналогично предыдущей[58]
- Пролетарская улица (с марта 1919 года, ранее Дворянская улица, также в состав вошла Новая, или Новоямская, улица), идеологическое название. Старое название связано с тем, что по плану застройки улица предназначалась для поселения дворян. Несколько дворянских особняков сохранились[59].
- 1-я улица Пугачёва (с 28 февраля 1951 года, ранее Александровская и Новоалександровская улица, с марта 1919 года — улица Пугачёва), названа в честь Е. И. Пугачёва, старое название, вероятно, по церкви Александра Невского при тюремном замке[60].
- 2-я улица Пугачёва (с 28 февраля 1951 года), продолжила старую улицу Пугачёва, переименованную в 1-ю улицу Пугачёва[61].
- 1-й переулок Пугачёва (ранее Пороховой переулок)[61]
- 2-й переулок Пугачёва (ранее Последний переулок)[61]
- улица Пустынь (с 4 мая 1932 года, ранее село и слобода Пустынь), название связано с существовавшей в XVI—XVIII веках Никольской пустынью[61].
- площадь Пушкина (с 25 мая 1973 года, ранее Хлебная площадь, включила в состав Георгиевский, с марта 1919 года Гражданский переулок, Знаменский, с марта 1919 года Народный переулок, и Кузнечный переулок), названа в честь А. С. Пушкина. Старое название площади по хлебному рынку[62].
- переулок Пушкина (с марта 1919 года, ранее часть Власьевской улицы и Власьевский переулок), назван в честь А. С. Пушкина, старое название по Власьевской церкви [63].
- улица Пушкина (с марта 1919 года, ранее Новодмитровская, Земская, Власьевская), названа в честь А. С. Пушкина, старые названия — по церквям Дмитрия и Власия, а также в память о создании земских учреждений[64].

## Р
- улица Радищева (с 28 августа 1957 года, ранее Новоклиментовская улица, Болотные улица и переулок, улица Новая Голландия), названа в честь писателя А. Н. Радищева. Название Новоклиментовская дано по расположению параллельно Климентовской улице, Болотная — по болотистой местности, происхождение названия Новая Голландия не вполне ясно[65].
- улица Раннее Утро (с 1930 года, ранее одноимённый выселок или хутор)[66]
- площадь Революции (с середины XX века, ранее Дворцовая площадь, Советская площадь, площадь Павших Бойцов Революции, площадь Борцов Революции), названа по Октябрьской революции, первоначальное название по Путевому дворцу, наименование Советская — в соответствии с тем, что в бывшей гостинице Пожарских на площади была провозглашена Советская власть в Торжке. Позднее на площади хоронили партийных деятелей, из-за чего она была названа площадью Павших Борцов Революции, позднее название было сокращено. Ансамбль площади — образец административного центра русского города конца XVIII — начала XIX вв.[67]
- улица Редькино (бывшая деревня)
- Республиканская улица (с марта 1919 года, ранее части назывались Роженский или Раженский переулок и Маломихайловская улица), идеологическое название. Название Маломихайловская было дано по Михайловской церкви, приставка «мало-» была для отличия от более крупной улицы (ныне Ржевской)[68].
- Республиканский переулок (ранее Новомихайловская улица, часть Зелёной улицы) — аналогично предыдущей[68].
- Ржевская улица (с марта 1919 года, ранее Михайловская, Большая Михайловская улица, включила также Михайловскую площадь), названа по старой дороге в город Ржев, старое название по Михайловской церкви[69].
- Ржевский переулок (ранее Вавулин или Вавулинский переулок, с марта 1919 года — Заводской переулок), назван по Ржевской улице, старое название по фамилии домовладельца Вавулина[70].
- 2-й Ржевский переулок, назван по Ржевской улице[70].
- 3-й Ржевский переулок, назван по Ржевской улице[70].
- Ручейная улица (с 20 апреля 1982 года), названа по ручью Коровяку (Больничному)[71].
- Рябиновая улица
- Рябиновый проезд

## С
- Садовая улица (с марта 1919 года, ранее Дмитровская улица), старое название по Дмитровской церкви[71].
- переулок Свердлова (с 28 августа 1957 года, ранее Новоуспенская улица, Локалов переулок), названа в честь революционера Я. М. Свердлова, первоначальное название по Успенской церкви и появившейся ранее Успенской улице, название Локалов — по фамилии домовладельца[72].
- улица Свердлова (с 28 августа 1957 года, ранее Новокозмодемьянская улица, Локалова улица), аналогично предыдущей, первоначальное название по появившейся ранее Козмодемьянской улице[73].
- Северная улица (с 25 марта 1993 года)[72]
- Северный проезд (с 25 марта 1993 года)[72]
- Сенная улица (с 23 июля 1947 года), названа по располагавшемуся рядом сенопункту[72].
- Сенной переулок (с 22 сентября 1948 года), назван по Сенной улице[72].
- Сиреневый бульвар (с 28 мая 1991 года)[72]
- Совхозная улица (с 12 марта 1947 года), названа по овощесовхозу «Новоторжский»[74].
- 1-й Совхозный переулок (с 13 декабря 1950 года), аналогично предыдущей[74].
- 2-й Совхозный переулок (с 13 декабря 1950 года), аналогично предыдущим[74].
- 3-й Совхозный переулок (с 13 июля 1967 года), аналогично предыдущим[74].
- Солнечная улица
- улица Соминка (ранее набережная и слобода Соминка), названа по изготовлявшимся лодкам-соминкам[74].
- переулок Спартака, назван по улице Спартака[74].
- улица Спартака (с 31 июля 1957 года, ранее Пятницкая дорога), названа в честь восстания Спартака[74].
- Стадионная улица (с 1930-х гг.), вела к первому в городе футбольному полю, ныне стадион политехнического колледжа[74].
- Старицкая улица (в начале XIX века и с марта 1919 года, ранее части улицы назывались Монастырская улица, или Монастырская Гора, и Вознесенская улица), первоначальное и современное название по направлению к городу Старице, названия частей — по Борисоглебскому монастырю и Вознесенской церкви. В начальной части сохранилась застройка конца XVIII — начала XIX вв.[75].
- 1-й Старицкий переулок (ранее Воскресенский переулок), назван по Старицкой улице, старое название — по Воскресенской церкви[76].
- 2-й Старицкий переулок (ранее Вознесенский переулок), назван по Старицкой улице, старое название — по Вознесенской церкви[77].
- улица Степана Разина (с марта 1919 года, ранее части улицы назывались Дворцовая улица и Новоильинская, позднее Новоникольская, позднее Трёхцерковная, позднее Никольская улица), названа в честь С. Т. Разина. Дворцовая улица называлась по Путевому дворцу. Название Новоникольская — по новому расположению Никольской церкви, выстроенной взамен сгоревшей, а Трёхцерковная — по расположению трёх церквей, Никольской, Дмитровской и Воздвиженской. Сохранилась застройка конца XVIII — начала XIX вв.[78].
- Студенческая улица (с 12 ноября 1954 года), названа по студенческому городку Торжокского политехнического техникума, ныне колледжа[79].
- улица Суворова (с 27 марта 1957 года), названа в честь А. В. Суворова[80].

## Т
- Тверецкая набережная (с 1920-х гг., ранее части назывались Ильинской, Воскресенской, Дмитровской, Власьевской, Никольской набережной; с 28 августа 1957 года присоединена Красная, ранее Ильинская набережная), названа по реке Тверце, старые названия по одноимённым церквям и Воскресенскому монастырю, название Красная идеологическое[81]
- улица Товарный Двор, у товарного двора станции Торжок[82].
- улица Торговые Ряды (с 1935 года, ранее Лесная улица, Гостиная площадь, Красные Ряды), названа по историческим торговым рядам, старые названия — по лесному рынку и Гостиному двору[83].
- улица Тургенева (с 19 мая 1954 года), названа в честь И. С. Тургенева[84].

## У
- улица Урицкого (с середины XX века), названа в честь революционера М. С. Урицкого[85].
- переулок Урицкого (с 11 октября 1967 года), примыкает к улице Урицкого[85].

## Ч
- улица Чайковского (с 10 декабря 1958 года), названа в честь П. И. Чайковского[85].
- улица Чапаева (с 12 февраля 1964 года), названа в честь В. И. Чапаева[85].
- улица Чехова (с 28 июля 1954 года, ранее посёлок или деревня Яконово), названа в честь А. П. Чехова[86].
- 1-й переулок Чехова (с 24 декабря 1958 года), в районе улицы Чехова[87].
- 2-й переулок Чехова (с 24 декабря 1958 года), в районе улицы Чехова[87].
- 3-й переулок Чехова (с 11 января 1961 года), в районе улицы Чехова[87].
- 4-й переулок Чехова (с 11 января 1961 года), в районе улицы Чехова[87].

## Ш
- переулок Шевченко
- улица Шевченко (с 28 августа 1957 года, ранее части улицы назывались Филипповская улица, или Филиппова гора, или Филипповка, и Бурковская улица), названа в честь Т. Г. Шевченко. Старые названия — по упразднённой в начале XIX века Филипповской церкви и по фамилии домовладельцев Бурковых[87].
- проезд Шевченко

## Э
- улица Энгельса (с 15 октября 1957 года, ранее Бежецкий или Лихославльский тракт, улица Ворошилова, включила в себя хутор Буняк, или Бунякова, или Буйняк), названа в честь Ф. Энгельса, старые названия — по направлению к городам Бежецк и Лихославль, а также в честь К. Е. Ворошилова. Хутор Буняк назывался по фамилии домовладельцев Буняковых[88].
- улица Энергетиков (с 4 января 1997 года), назван по посёлку работников электросетей[89].
- улица Энтузиастов (с 28 мая 1991 года)[89]